# Тевта
Тевта (Теута; илл. Teutana, «госпожа народа, королева»; др.-греч. Τεύτα; лат. Teuta) — царица-регентша племени ардиеев в Иллирии, правившая примерно в 231—228/227 годы до н. э..
После смерти своего супруга Агрона в 231 году до н. э. Тевта стала регентшей в царстве ардиев при своём пасынке Пиннесе, продолжив проводить политику Агрона по экспансии в Адриатическом море в контексте продолжающегося конфликта с Римской республикой из-за иллирийского пиратства, наносившего ущерб её региональной торговле. Гибель одного из римских послов от рук иллирийских пиратов дала Риму повод объявить ей войну в 229 году до н. э. Уже в следующем году Тевта сдалась римлянам после поражения в Первой Иллирийской войне. Ей пришлось отказаться от южных частей своей территории и заплатить дань Риму, но ей разрешили сохранить царство, ограниченное территорией к северу от Лисса (современная Лежа).
Подробности биографии Тевты достаточно сомнительны и, вероятно, были искажены, поскольку сохранившиеся древние источники были написаны древнегреческими и римскими авторами, в целом настроенными враждебно по отношению к иллирийцам по политическим причинам и к Тевте как к женщине по мизогиническим причинам.

## Имя
Её имя известно на древнегреческом языке как Τεύτα (Теута), а на латыни как Teuta, оба этих варианта являлись уменьшительной формой иллирийского имени Теута(на) (переводимого как «царица» или буквально «госпожа народа»). Это имя происходит от протоиндоевропейского корня *teutéh₁- (обозначающего «людей», или, возможно, «людей с оружием») с добавлением суффикса -nā («хозяйка»). Иллирийское имя Теута(на) родственно готской мужской форме þiudans, обозначающей «царя» (происходит от более раннего *teuto-nos- «господина народа»).

## Биография
После смерти своего мужа Агрона (250—231 гг. до н. э.), царя ардиеев, она унаследовала его царство и стала регентшей при своём юном пасынке Пиннесе. Точные размеры царства Агрона и Тевты определить затруднительно. Известно, что оно простиралось вдоль побережья Адриатического моря — от центральной Албании до реки Неретва. Вероятно, под их контролем находилась большая часть иллирийских внутренних земель. Согласно Полибию, Тевта настроила против себя соседние государства, дозволив своим полководцам относиться ко всем им как к врагам и поддержав пиратские набеги своих подданных. Последнее обстоятельство, в конечном итоге, привело к первому в истории пересечению Адриатического моря римскими войсками, так как пираты наносили всё больший ущерб торговым путям Рима в Адриатическом и Ионическом морях.

### Начало правления (231—230 гг. до н. э.)
В 231 г. до н. э. армии Теуты напали на районы Элиды и Мессении на полуострове Пелопоннес. По пути домой они захватили греческий город Фенике, тогда самый могущественный в Эпире и центр развивавшейся торговли с Италийским полуостровом. Вскоре город был освобождён и заключено перемирие, по условиям которого иллирийцы возвращали за выкуп свободнорождённых пленных. Захват городского центра, в отличие от грабежей в сельской местности, представлял собой новый уровень угрозы, исходящей от иллирийцев, как для греков, так и для римлян. Во время оккупации Фенике часть иллирийских пиратов разграбили италийские торговые суда в таком большом количестве, что римский сенат, игнорировавший прежние жалобы на пиратов, был вынужден отправить двух послов в город Скодру, чтобы добиться возмещения ущерба и потребовать положить конец всем пиратским походам иллирийцев. Яркий рассказ об этом событии, записанный греческим историком Полибием в открыто враждебной по отношению к Тевте форме, вероятно, был составлен под влиянием более ранней римской традиции, служившей оправданием для вторжения в Иллирию.
По прибытии римские послы Гай и Луций Корункании застали царицу Тевту, отмечающей победу над внутренним иллирийским восстанием, а её войска уже собирались осадить греческую островную колонию Иссу. Она пообещала послам, что римляне не потерпят никаких обид от иллирийского народа, но указала на то, что пиратство является традиционным иллирийским обычаем, которому она не может положить конец. Теута также отметила, что «у царей Иллирии не в обычае мешать кому бы то ни было в приобретении себе добычи на море». Согласно Полибию, один из римских послов вышел из себя и ответил, что Рим займётся тем, что заставит Тевту «исправить обычаи царей для иллирян», поскольку у римлян «существует прекраснейший обычай: государство карает за обиды, причинённые частными лицами, и защищает обиженных».
В любом случае, один из двух присутствовавших на приёме у царицы послов так дерзко выступил против неё, что та приказала захватить посольский корабль, когда тот возвращался в Рим, а дерзкий посол был убит якобы по приказу Тевты. Согласно Кассию Диону, другой посол мог быть взят в плен. По версии Аппиана два посла, один римлянин (Корунканий) и один иссий (Клеемпор), были схвачены и убиты группой иллирийских челноков ещё до того, как высадились на иллирийской земле. Из его рассказа следует, что между Теутой и послами не могло быть диалога, описанного Полибием. В любом случае известие об убийстве послов стало причиной подготовки римлян к войне: набирались легионы и снаряжался [флот.
В том же году Римская республика объявила войну Тевте. Римские суда впервые в истории пересекли Адриатику и римляне высадились на Балканах. Деметрий Фаросский, поставленный Тевтой управлять островом Керкира, сдался римлянам, за что был награждён ими приращением владений. Иллирийские города один за другим капитулировали, не исключая и такого крупного порта, как Аполлония. В 227 году до н. э. была осаждена и самая столица Тевты, стоявшая на месте современного Шкодера.

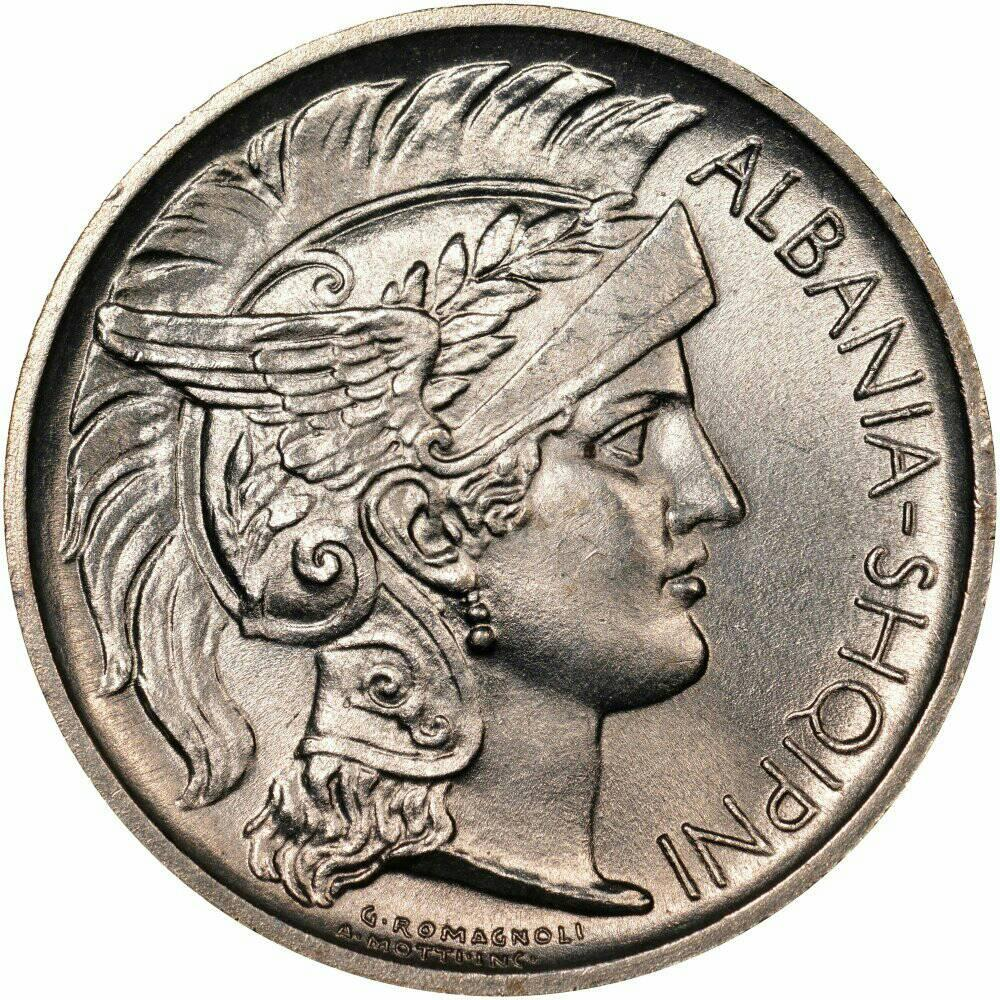
Албанская монета с изображением Тевты 1926 года

Тевта была вынуждена пойти на уступки и заключить с Римом крайне невыгодный для себя мир, по которому сохраняла только малую часть былых владений и обязывалась ежегодно выплачивать Риму обременительную дань.

## В нумизматике
- Иллирийская царица Теута изображена на албанской монете номиналом 100 леков.